# Central hidroeléctrica Chacayes
La central hidroeléctrica Chacayes es una Central hidroeléctrica de pasada ubicada en la cuenca del río Cachapoal en la Región de O'Higgins.
La central capta aguas de los ríos Cachapoal y de río Cipreses que lleva por canales y túneles con la mínima pendiente posible hasta su cámara de carga donde son guiados a las tubería de presión que los hacen descender hasta 2 turbinas Francis que generan 111 MW.
Chacayes esta registrada desde 2012 para emitir y comercializar bonos de carbono bajo el Mecanismo de desarrollo limpio del Protocolo de Kioto.

## Ubicación
La central posee dos bocatomas para la captación de caudales. La bocatoma Chacayes con capacidad 52,5 m³/s está ubicada en el cauce del río Cachapoal aguas abajo de la "estación fluviométrica río Cachapoal 5 km. bajo junta río Cortaderal".
La segunda es la bocatoma Cipreses 20 m³/s de capacidad y esta aproximadamente 3 kilómetros aguas arriba del punto de confluencia entre el estero Cipreses y el río Cachapoal. 
Parte del caudal utilizado por esta central es entregado directamente a la central Coya para su funcionamientos (con una capacidad máxima de 22.5 m³/s). La restitución del caudal utilizado por esta central ocurre parcialmente aguas abajo de su casa máquinas.: 29 

Centrales hidroeléctricas de pasada en la cuenca alta del río Cachapoal.